# Хопта Роман Дмитрович
Роман Дмитрович Хопта (позивний “Одін” 12 серпня 2003,  Лоєва Надвірнянський район, Івано-Франківська область, Україна -  10 жовтня 2024, Зелений Шлях, Суджанський район, Курська область, Російська Федерація) - лейтинант Збройних Сил України, учасник російсько - української війни.

## Біографія
Народився 12 серпня 2003 року у селі Лоєва на Прикарпатті. Навчався у лоєвському ліцеї.  Закінчив Прикарпатський військово-спортивний ліцей. Початок російського вторгнення зустрів на третьому курсі Національної академії сухопутних військ імені гетьмана Петра Сагайдачного у Львові. З початком повномасштабного вторгнення обороняв Київ. Був командиром танкового взводу першої окремої танкової Сіверської бригади. 
10 жовтня 2024 року загинув  між хуторами Александрія та Зелений Шлях у Суджанському районі. Поховали у рідному селі. 

## Вшануваня пам'яті
- 20 грудня 2024 року відкрили меморіальну дошку на фасаді ліцею у Лоєвій [2]
- "Спогади крізь віки" опублікували відеоролик у пам'ять про Романа Хопту [3]

## Нагороди
- Орден Богдана Хмельницького ІІI ступеня (посмертно) [4]
- пам’ятна медаль «ВІЧНА ПАМ’ЯТЬ ГЕРОЯМ ПРИКАРПАТТЯ» [5]